# Джемма Теллер Морроу
Джемма Теллер Морроу (англ. Gemma Teller Morrow) — персонаж американского телесериала «Сыны анархии» в исполнении актрисы Кэти Сагал, которая выиграла премию «Золотой глобус» в 2011 году за эту роль. Сагал получила хорошие отзывы от критиков за исполнение роли антигероини сериала, а сам персонаж неоднократно освещался в прессе как один из наиболее интересных на телевидении/. Джемма занимает 66 место в списке самых запоминающихся женских персонажей в истории телевидения по версии The Huffington Post. The Guardian в 2014 году назвал Джемму одним из самых сложных злодеев на телевидении.

## Биография
Джемма родилась примерно в 1957 году в городе Чарминг (Калифорния, США). Она вышла замуж за Джона Теллера, ветерана войны во Вьетнаме и основателя мотоклуба «Sons of Anarchy». У них двое детей, Джэкс Теллер, родившийся в 1978 году, и Томас, родившийся в 1984 году. Джемма имеет генетическое заболевание сердца, которое она передала своим детям, и от которого в 1990 году умер Томас. После того, как Джон Теллер погиб в 1993 году, она вышла замуж за его друга Клэя Морроу. Джемма имеет русско-еврейские и ирландские корни.

## Сюжетные линии
Джемма Теллер Морроу — обаятельная «королева» клуба «Сыны Анархии». В начале второго сезона Джемму изнасиловал неонацист Эй. Джей Уэстон и двое других неизвестных мужчин, одетых в белые маски. Джемма понимает, что её насильником был Уэстон — она узнала его по татуировке. Джемма решает ничего не говорить своим мужчинам, чтобы не подставлять их под удар. Но когда раскол в клубе заходит слишком далеко, ей приходится признаться во всем мужу и сыну, чтобы вновь объединить их.
В финале второго сезона Джемма, желая отомстить своим обидчикам, преследует Полли Зобель, причастную к её изнасилованию. Полли направляется к своему любовнику ирландцу Эдмонду Хэйзу, но находит его мертвым — минутой раньше его застрелила агент ATO Джун Стал при попытке к бегству. Джемма убивает Полли при самообороне. Стал подстраивает все таким образом, что улики указывают на участие Джеммы в двойном убийстве.
В начале третьего сезона Джемма скрывается в мотеле, её охраняют члены клуба. Её внук Абель был похищен и Клэй решает не говорить этого жене. Джемма сбегает из-под охраны и приезжает в дом своего отца. Отец подстреливает Тига, Джемма вызывает Тару. Узнав об объявленной награде за Джемму, сиделка решает её сдать, и оказывается связанной в подвале. Тара, пойдя на поводу сиделки, освобождает ей руку, и та пытается сбежать. При борьбе с Джеммой сиделку убивают. Тиг вызывает чистильщика и избавляется от трупа.
Для того, чтобы вернуть Абеля члены клуба вместе с Джемой отправляются в Белфаст, где встречают Марин Эшби — любовницу Джона Теллера. После возвращения Абеля клуб возвращается в Чарминг, а Марин подкладывает в сумку Джекса письма Джона Теллера, в которых тот предугадывает свою гибель от рук Клея. После ареста «Сынов» в конце третьего сезона Тара находит эти письма и прячет от Джекса, так как понимает, что эта информация настроит Джекса против Клея.
В начале четвёртого сезона Джемма находит записку Джексу от Марин Эшби в раскраске Абеля. Поняв, что письма у Тары, она требует отдать их ей. Тара отвечает отказом. Джемма начинает паниковать и рассказывает о письмах Клею. Тот просит Ансера проследить за Тарой и выкрасть письма. Ансер соглашается, но находит лишь копии. Тара делится своими переживаниями с Пайни — лучшим другом Джона Теллера и показывает ему письма. Пайни пытается использовать письма, как рычаг давления на Клея, чтобы тот вышел из сделки с картелем Галиндо, в которую тот ввязал клуб ради собственной наживы. Клей убивает Пайни и «заказывает» Тару картелю. По счастливой случайности Джекс оказывается рядом и спасает Тару. Покушение вешают на конкурирующий с Галиндо картель.
Джемма понимает, что именно Клей стоит за покушением на Тару и убийством Пайни. Она пытается его остановить, но Клей избивает её. Она рассказывает правду Таре, и та отдаёт ей письма Джона. Джема читает письма и понимает, что Клей виноват в гибели Джона. Тем временем Опи находит труп отца. Ансер рассказывает ему, что его убил Клей. Опи стреляет в Клея, но не убивает, так как в последний момент вмешивается Джекс.
Джема рассказывает Джексу правду и отдаёт ему письма Джона, кроме тех что компрометируют её. Она подговаривает его убить Клея, но внезапно открывшиеся особенности картеля Галиндо заставляют Джекса оставить Клея в живых и отказаться от ухода из «Сынов Анархии». Джекс становится президентом клуба в конце четвёртого сезона.
В конце шестого сезона Джемма убивает жену Джекса — Тару. В седьмом сезоне убита Джексом Теллером.